# Porsche nei rally
L'impegno della Porsche nei rally e nei rally raid, si è avuto principalmente negli anni 1970 e anni 1980, con la partecipazione alle prime 13 edizioni del campionato del mondo rally (dal 1970 al 1982).
I principali successi sono stati la prima edizione del Campionato internazionale costruttori 1970 e due edizioni della Parigi-Dakar (1984 e 1986).

## Vetture utilizzate
- Porsche 911 S Coupé (dal 1970 al 1977)
- Porsche 911 SC (dal 1978 al 1984)
- Porsche 924 (dal 1979 al 1982)
- Porsche 959 (1986)

## Palmarès

### Rally
- , 1 Campionato internazionale costruttori (1970)

### Rally raid
- - 2 Rally Dakar (con René Metge nel 1984 e 1986)

### Altri successi
- 11 Targa Florio (1956, 1959, 1960, 1963, 1964, 1966, 1967, 1968, 1969, 1970, 1973)
- 4 Rally di Monte Carlo (1968, 1969, 1970, 1978)